# تيسا

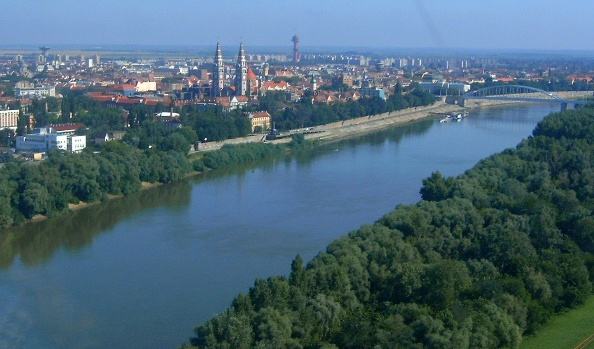
نهر تيسا عند مدينة سيغيد

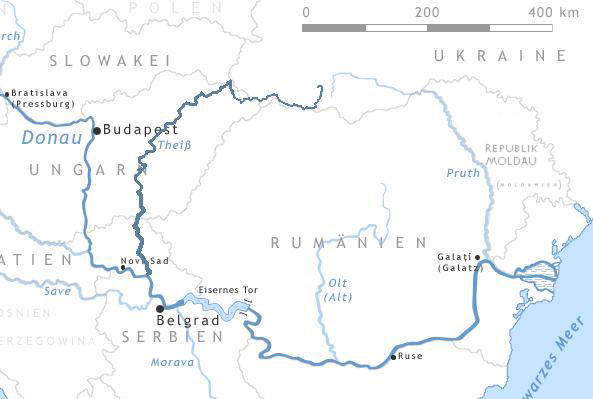
مسار النهر

نهر تيسا أو تيسيا كما سماه الإدريسي (بالهنغارية: Tisza, بالرومانية: Tisa, بالألمانية: Theiß)، نهر أوروبي يمر في أوكرانيا، رومانيا، هنغاريا، سلوفاكيا, و صربيا حيث يصب في نهر الدانوب قرب بلغراد بطول 1.358 كم.